# Roberto Castello
Roberto Castello (Torino, 1º gennaio 1960) è un danzatore e coreografo italiano.

## Biografia
Si diplomò al Liceo Scientifico Statale "P. Gobetti" di Torino nel 1979.
Artista e performer tra i principali di danza e teatro della ricerca contemporanea Italiana.

Con i giovani della compagnia Teatro e Danza La Fenice di Venezia diretta da Carolyn Carlson, Michele Abbondanza‚ Francesca Bertolli‚ Roberto Cocconi, Raffaella Giordano e Giorgio Rossi fonda la Compagnia Sosta Palmizi:
Il Cortile (Premio UBU 1985), Tufo e Perduti una notte.
Lascia la Sosta Palmizi nel 1990, crea lo spettacolo Enciclopedia (1991).
Tra il 1991 e il 1995, Les Maries de la Tour Eiffel dal libretto originale di Jean Cocteau per il Balletto del Teatro Regio di Torino.
Nel 1993 fonda ALDES con cui realizza numerose produzioni, con cui consegue diversi riconoscimenti.
È promotore e curatore di varie manifestazioni tra le quali Strade Contemporanee e Rizoma.
È tra i fondatori di ADAC Toscana.
Insegna coreografia digitale presso l'Accademia di Belle Arti di Brera – Milano.

## Spettacoli
- Siamo qui solo per i soldi (1994-‘95),
- Biosculture (1998), creazione modulare per spazi espositivi,
- Il fuoco, l'acqua, l'ombra (1998), in collaborazione con Studio Azzurro (interaction performing art),
- Le avventure del Signor Quixana (Premio Danza&Danza ‘99-2000),
- Il migliore dei mondi possibili (progetto pluriennale, Premio UBU 2003 teatro danza).